# Vườn bách thú mới ở Poznan
Bản mẫu:Zoo infobox
Sở thú mới ở Poznan - vườn bách thú lớn thứ hai ở Ba Lan, được thành lập năm 1974 tại Biała Góra, ở vùng cây xanh phía đông ở Poznań. Nó có diện tích 120,68 ha,nằm trên một khu vực đồi núi với sáu ao rộng lớn, tổng diện tích hơn 13 ha , tạo thành môi trường sống tự nhiên cho hệ động vật trong nước. Sở thú mới nổi tiếng với bộ sưu tập chim săn mồi và cú, thuộc về một trong những người giàu nhất châu Âu .
Sở thú mới này được khai trương vào kỷ niệm một trăm năm thành lập Sở thú cũ tại đường Zwierzyniecka . Từ ngày 10 tháng 1 năm 2016, người quản lý sở thú là Ewa Zgrabczyńska .

## Lịch sử

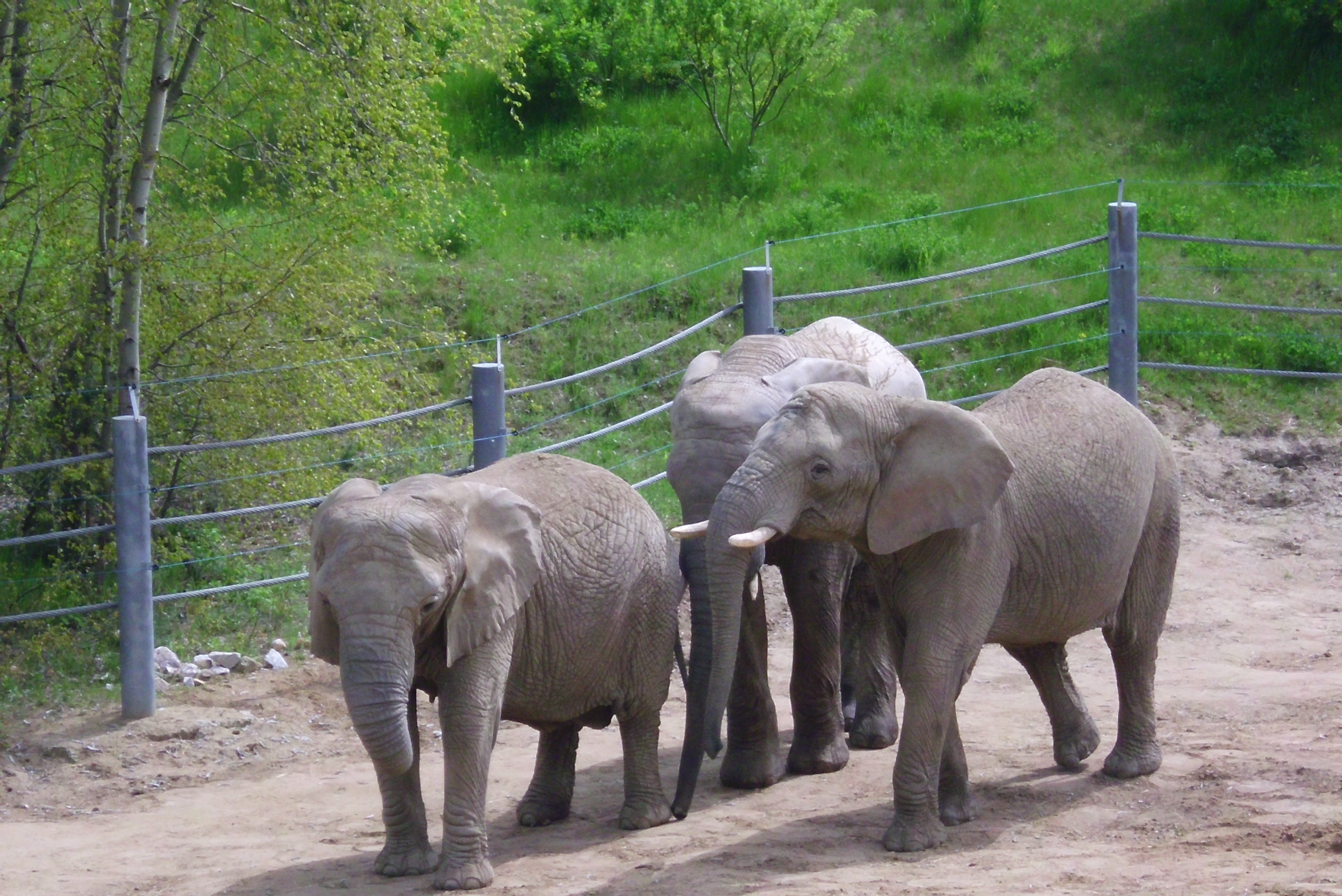
Voi châu Phi trong vườn thú mới

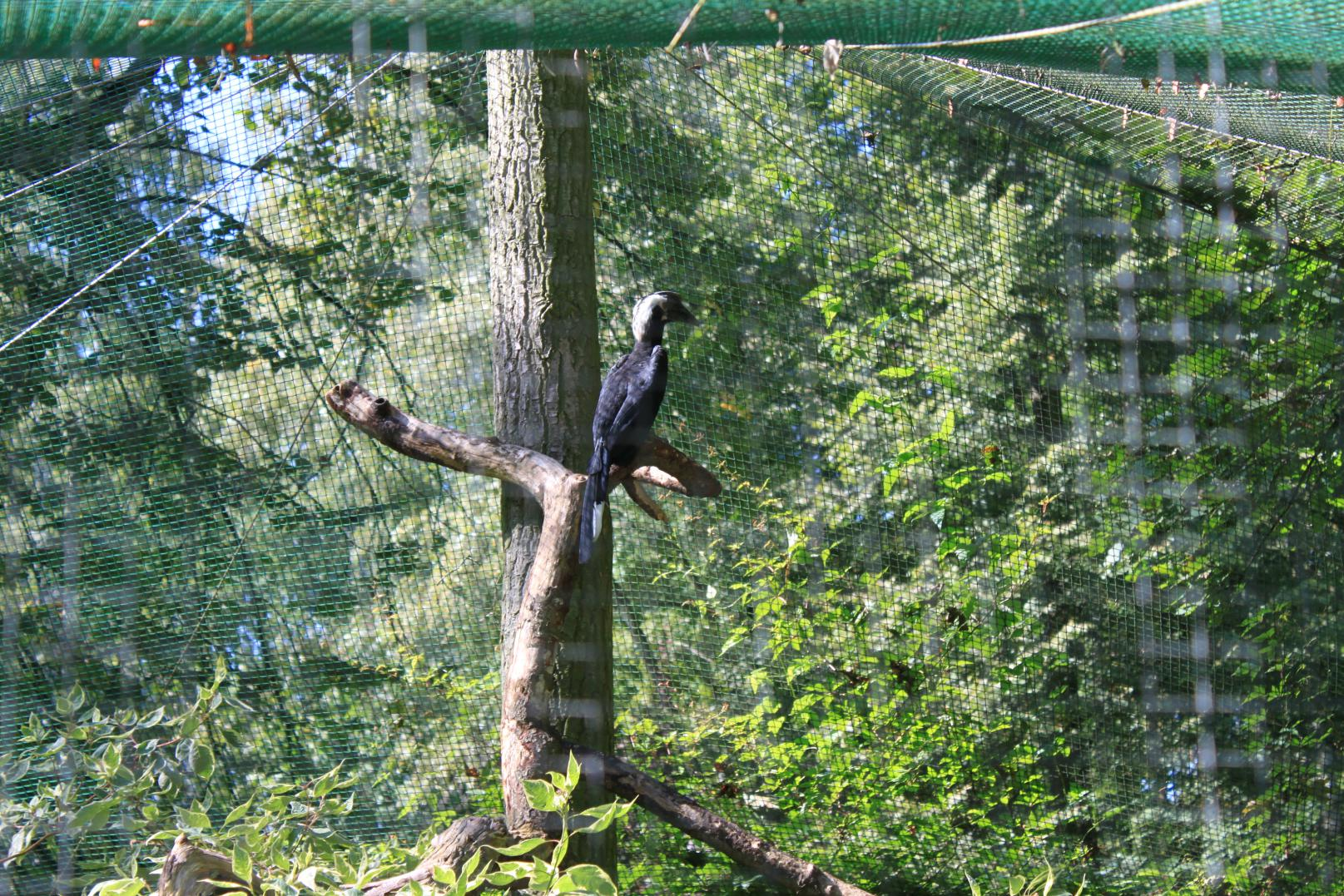
Các loài chim mỏ sừng trắng

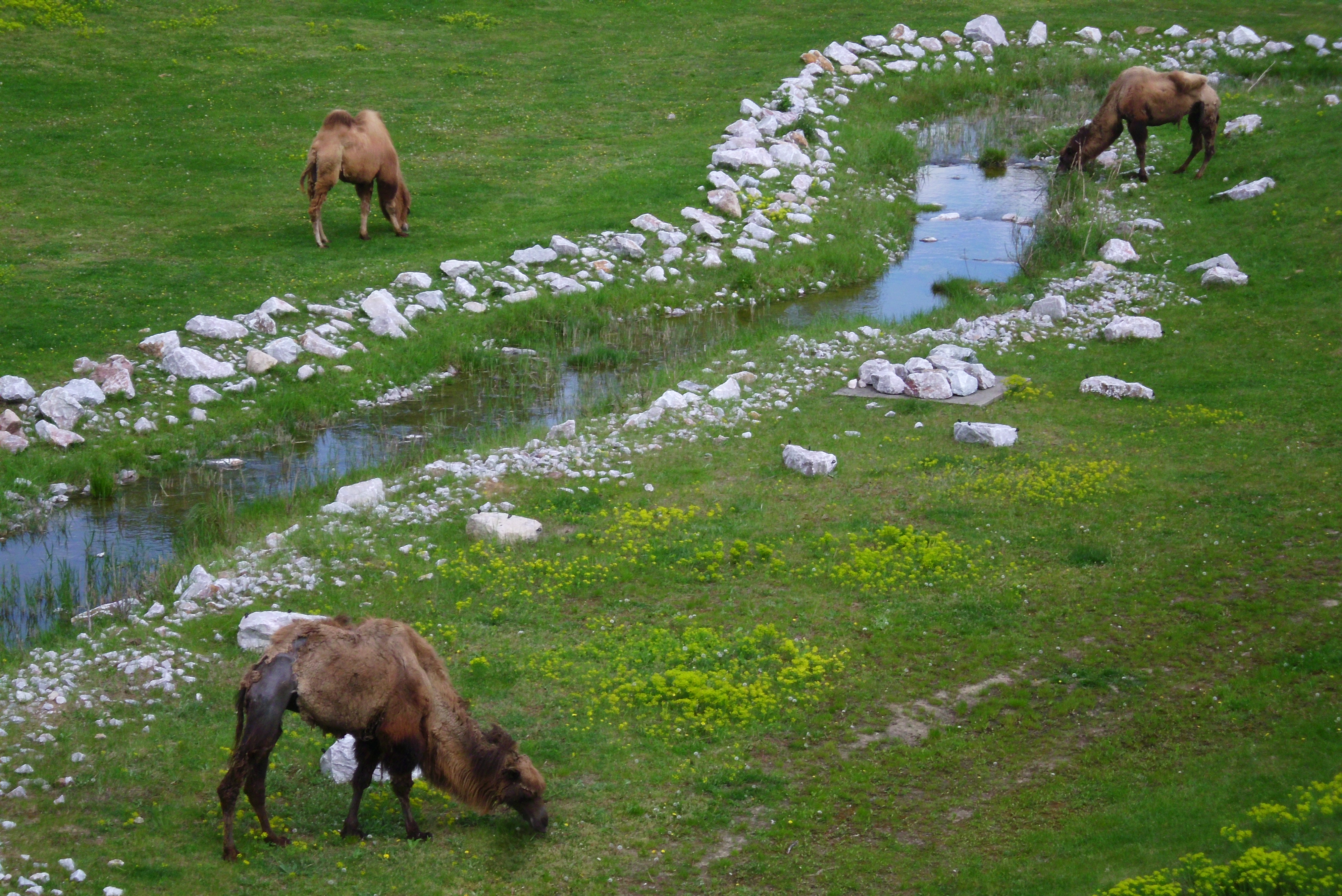
Một đàn lạc đà hai bướu

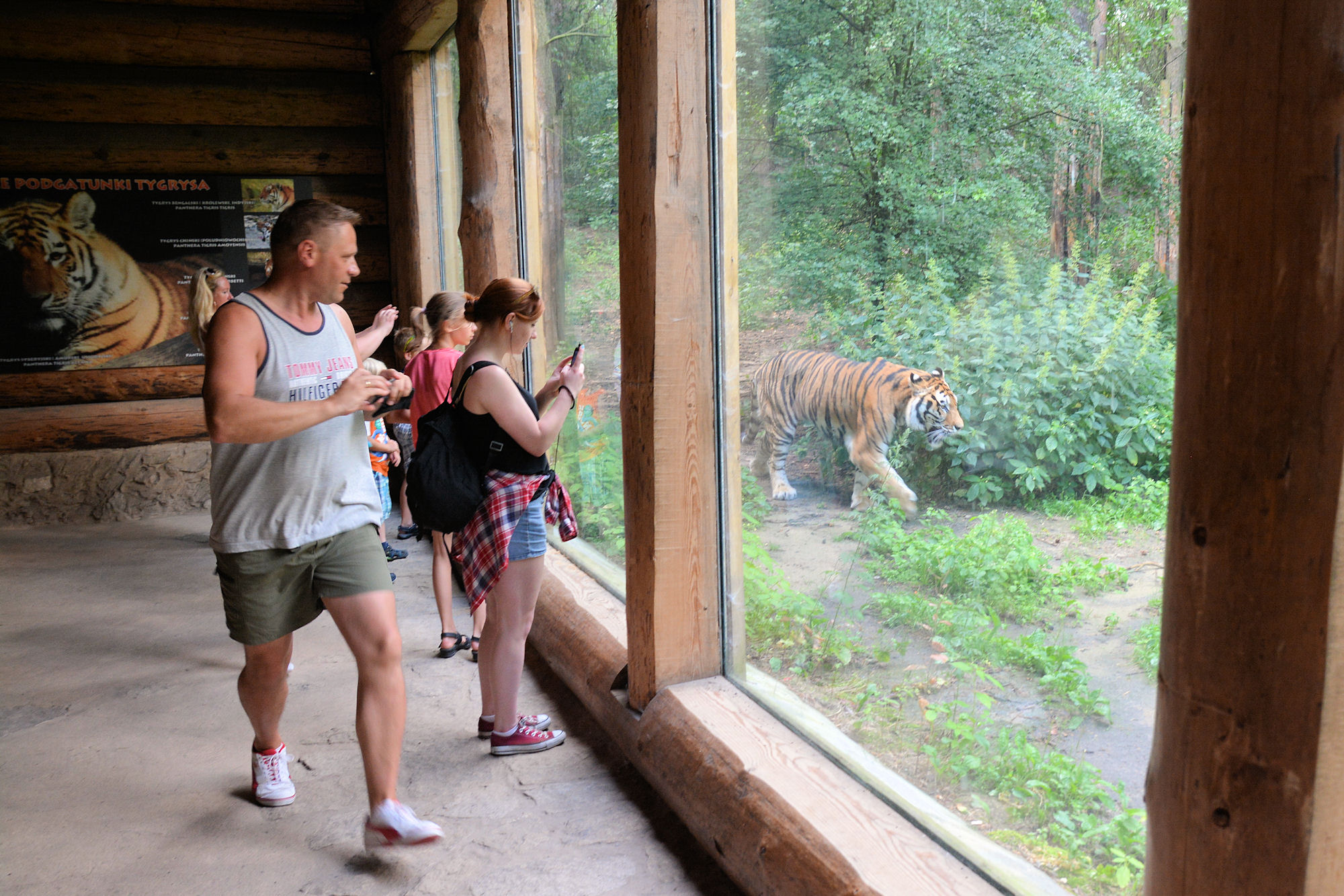
Nhờ kính toàn cảnh, du khách có thể quan sát cận cảnh cả những động vật nguy hiểm

Vào ngày 16 tháng 12 năm 2014, hai phân loài của Tây Tạng và takins vàng đã được mang từ Berlin . Từ tháng 12 năm 2015 trong vườn sau vài năm vắng bóng, rái cá châu Âu được trình bày lại .
Từ năm 2003, Sở thú Mới đã nhân giống thành công con nai Alfred đang gặp nguy hiểm sống ở Philippines và vào đầu năm 2016, trong lần thứ bốn mươi, một đại diện khác của loài này đã được sinh ra trong vườn .
Vào tháng 6 năm 2016, trong Sở thú Mới, một chuống gấu trúc đỏ đã được mở .
Các loài động vật mới và quý hiếm đã được nhập khẩu, bao gồm
- động vật có vú: 
  - khỉ colobus vua, dê núi Nubia, khỉ Gereza

## Quần thể động vật trong tự nhiên
Khu vườn thực hiện một chương trình tái tạo quần thể động vật trong tự nhiên. Vào tháng 3 năm 2016 tại vùng Podlasie, một con đại bàng, nở ra và lớn lên trong Sở thú mới, đã được thả vào tự nhiên .

## Danh hiệu
Để ghi nhận những thành tựu vào năm 1992, vườn thú Poznań đã được đưa vào Hiệp hội Động vật học danh tiếng châu Âu (EAZA). Năm 1999, nó trở thành thành viên của Hiệp hội Vườn động vật và Aquaria thế giới (WAZA).

## Tàu điện

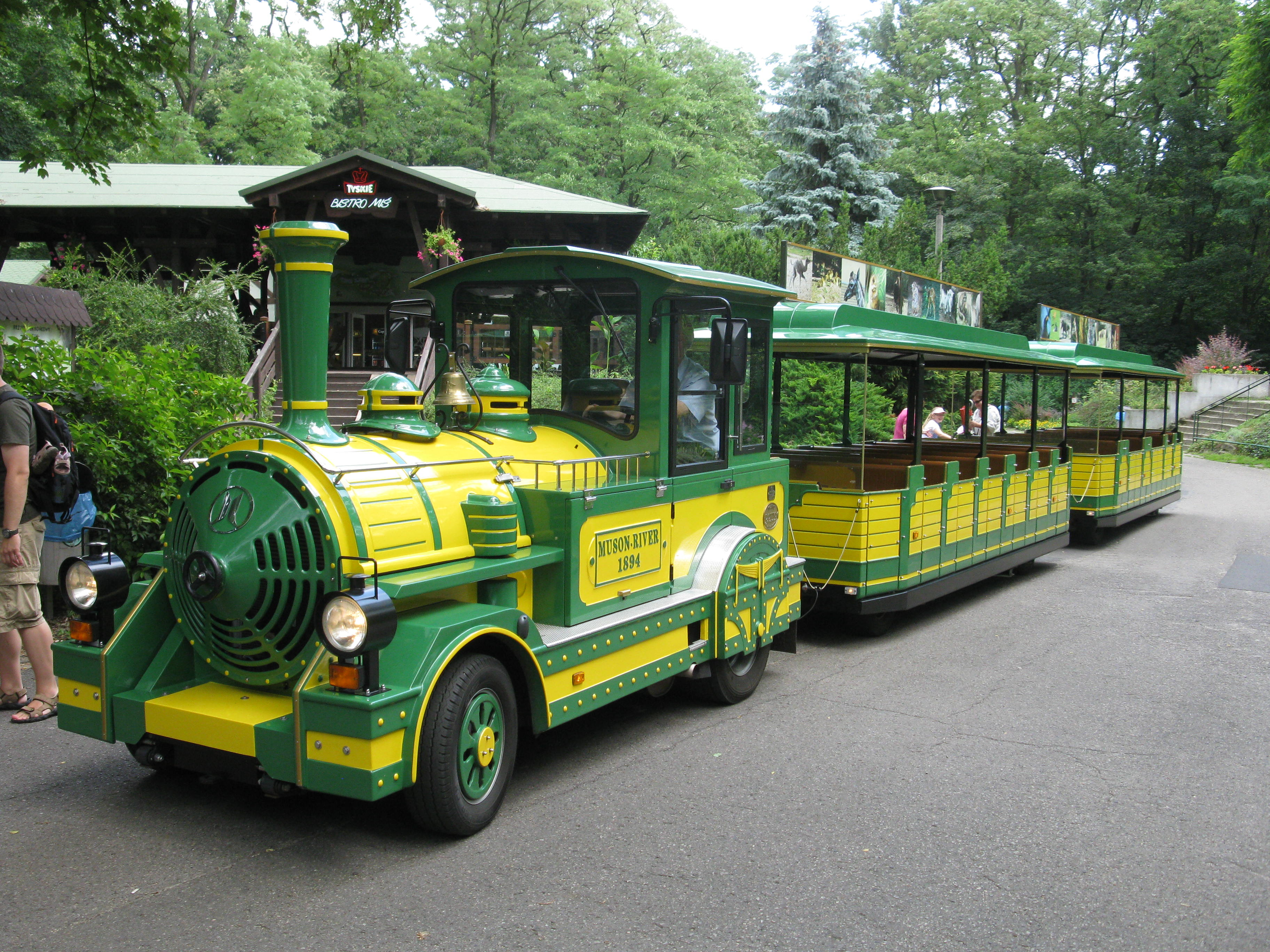
Tàu điện cách điệu tại Sở thú mới

Khu vực rộng lớn của Sở thú mới có thể được đi bộ hoặc đi tàu điện quanh công viên (ba tàu). Hành khách có thể lên tàu để khám phá một phần nhất định của khu vườn .